# 都道府県指定文化財一覧
都道府県指定文化財一覧（とどうふけんしていぶんかざいいちらん）は、日本の各都道府県が指定した文化財の一覧である。

## 北海道地方
- 北海道指定文化財一覧

## 東北地方
- 青森県指定文化財一覧
- 岩手県指定文化財一覧
- 秋田県指定文化財一覧
- 宮城県指定文化財一覧
- 山形県指定文化財一覧
- 福島県指定文化財一覧

## 関東地方
- 茨城県指定文化財一覧
- 栃木県指定文化財一覧
- 群馬県指定文化財一覧
- 埼玉県指定文化財一覧
- 千葉県指定文化財一覧
- 東京都指定文化財一覧
- 神奈川県指定文化財一覧

## 中部地方
- 新潟県指定文化財一覧
- 長野県指定文化財一覧
- 富山県指定文化財一覧
- 石川県指定文化財一覧
- 福井県指定文化財一覧
- 山梨県指定文化財一覧
- 岐阜県指定文化財一覧
- 静岡県指定文化財一覧
- 愛知県指定文化財一覧

## 近畿地方
- 三重県指定文化財一覧
- 滋賀県指定文化財一覧
- 京都府指定・登録文化財一覧
- 大阪府指定文化財一覧
- 兵庫県指定文化財一覧
- 奈良県指定文化財一覧
- 和歌山県指定文化財一覧

## 中国地方
- 鳥取県指定文化財一覧
- 島根県指定文化財一覧
- 岡山県指定文化財一覧
- 広島県指定文化財一覧
- 山口県指定文化財一覧

## 四国地方
- 徳島県指定文化財一覧
- 香川県指定文化財一覧
- 愛媛県指定文化財一覧
- 高知県指定文化財一覧

## 九州地方
- 福岡県指定文化財一覧
- 佐賀県指定文化財一覧
- 長崎県指定文化財一覧
- 熊本県指定文化財一覧
- 大分県指定文化財一覧
- 宮崎県指定文化財一覧
- 鹿児島県指定文化財一覧
- 沖縄県指定文化財一覧